# Arturo de Pardo Inchausti
Arturo de Pardo Inchausti (Madrid, 21 de juliol de 1840 - 17 de març de 1907) fou un polític i aristòcrata espanyol, marquès consort de Rafal i de la Puebla de Rocamora i comte de Via Manuel.

## Biografia
Fill de grans propietaris bascos, ingressà a l'Acadèmia militar i assolí el grau de capità de cavalleria. El 1867 es casà amb Isabel Manuel de Villena y Álvarez de Bohorques, marquesa de la Puebla de Rocamora; des de 1876 Comtessa de Via Manuel i des de 1884 marquesa de Rafal. Fill seu fou Arturo de Pardo y Manuel de Villena
Gràcies al seu matrimoni esdevingué un dels més grans propietaris del Baix Segura, cosa que li va permetre ser el cap del Partit Conservador provincial d'Alacant (1887-1893) i diputat pel districte de Dolors a les eleccions generals espanyoles de 1876, 1879, 1884 i 1891, i pel d'Alacant a les eleccions generals espanyoles de 1898. Al Congrés dels Diputats va defensar els interessos dels vinyaters alacantins i la construcció dels ferrocarrils Iecla-Torrevella i Múrcia-Novelda. Del 1897 al 1903 fou cap de la Unió Conservadora de Francisco Silvela a Alacant, i dirigí el diari La Opinión. El 1899 fou nomenat senador vitalici.